# Abderraouf Ayadi
Pour les articles homonymes, voir Ayadi.
Abderraouf Ayadi (arabe : عبد الرؤوف العيادي), né le 12 février 1950 à La Manouba, est un homme politique et avocat tunisien.

## Militant
Militant politique, il purge six ans et demi de prison dont cinq ans et demi à la suite du grand procès d'El Amal Ettounsi en 1974 et subit des interpellations, une surveillance continue et même un enlèvement sous le régime de Zine el-Abidine Ben Ali. À la suite de la révolution de 2011, il est nommé par son parti pour le représenter au sein de la Haute instance pour la réalisation des objectifs de la révolution, de la réforme politique et de la transition démocratique.

## Carrière politique
Lors des élections du 23 octobre 2011, il est élu à l'assemblée constituante comme représentant de la circonscription de La Manouba.
Membre fondateur du Congrès pour la République (CPR) le 24 juillet 2001 en tant que vice-président, les médias annoncent qu'il en devient président le 13 décembre 2011, en remplacement de Moncef Marzouki qui démissionne en accédant à la présidence de la République. Cependant, le 15 décembre, il est annoncé que Tahar Hmila devient secrétaire général par intérim. Finalement, le 21 décembre, le parti confirme la nomination d'Ayadi en tant que secrétaire général par intérim. Le 19 avril, Ayadi est démis de ses fonctions à la suite de « ses prises de position contraires aux principes du parti et aux décisions prises, sans consultation du bureau politique » ; Haythem Belgacem le remplace comme secrétaire général à titre intérimaire. Le 9 mai, un groupe de dissidents dont il fait partie quitte le CPR et annonce la formation d'un nouveau parti dénommé Wafa,.
Il présente sa candidature à l'élection présidentielle le 27 juin 2014, avant de se retirer le 19 novembre ; il remporte finalement 0,11 % des voix.

## Positions
Le 25 février 2012, invité à l'émission Saraha Raha sur Hannibal TV, il déclare que l'ancien président Habib Bourguiba était hostile à l'arabité et à l'islam et se dit plus compétent que l'ancien Premier ministre Béji Caïd Essebsi.
La même année, il fait l'éloge d'Adolf Hitler lors d'un entretien avec la journaliste Lilia Weslaty, soulignant que le dictateur « n’a rien fait contre les Arabes » et que « durant la Deuxième Guerre mondiale, la situation en Tunisie s’est même améliorée avec la venue des Allemands ».
Lors d'une intervention à l'assemblée constituante le 17 janvier 2013, il se prononce en faveur de l'inscription du droit au jihad dans la future Constitution. Lors d'un meeting à Kairouan le 27 janvier, il aurait déclaré, selon Al Chourouk, que la culture du jihad est positive et propose d'intégrer les jihadistes dans l'armée, information démentie le lendemain par son parti.
Le 8 janvier 2014, il distribue des caricatures du prophète Mahomet aux membres de l'assemblée constituante pour montrer à quel extrême, selon lui, peut mener la liberté de conscience inscrite dans le texte de la Constitution.
La même année, il déclare que la lutte contre le terrorisme n'est pas une priorité pour la Tunisie, y voyant un faux alibi pour effrayer ses concitoyens et les détourner d'autres préoccupations qu'il juge plus importantes.